# Puffing Billy
Puffing Billy – angielska lokomotywa parowa skonstruowana w latach 1813–1814. Była używana do prowadzenia pociągów towarowych. Jest obecnie najstarszym zachowanym parowozem na świecie i czynnym eksponatem londyńskiego muzeum.